# Microregione di Porangatu
Porangatu è una microregione dello Stato del Goiás in Brasile, appartenente alla mesoregione di Norte Goiano.

## Comuni
Comprende 19 municipi:
- Alto Horizonte
- Amaralina
- Bonópolis
- Campinaçu
- Campinorte
- Campos Verdes
- Estrela do Norte
- Formoso
- Mara Rosa
- Minaçu
- Montividiu do Norte
- Mutunópolis
- Niquelândia
- Nova Iguaçu de Goiás
- Porangatu
- Santa Tereza de Goiás
- Santa Terezinha de Goiás
- Trombas
- Uruaçu